# Vestfjorden (Svalbard)
Pour les articles homonymes, voir Vestfjorden.
Vestfjorden est le bras ouest du fjord norvégien de Wijdefjorden sur le côté nord du Spitzberg au Svalbard. Il est long de 18 km, et débute entre Krosspynten au nord et le Kapp Petermann au sud. À l'est du Cap Petermann continue le Wijdefjorden se poursuit mais sous le nom d'Austfjorden - le fjord de l'est. 
La presqu'île séparant les deux fjords est constituée de la chaine de montagne Gråkammen situé sur le côté est du Vestfjorden. D'une largeur d'environ 4 km et d'une longueur d'environ 10 km, elle abrite plusieurs sommets supérieur à 800m. (altitude maximale 996m).
Le fjord est bordé à l'ouest par plusieurs vallées  dont la plus importante est celle de Landingsdalen avant de faire place à la vallée Vestfjorddalen qui à l'instar des autres vallées est le débouché d'un glacier. Le Lisbetbreen dans le cas de Vestfjorddalen.
Le Vestfjorden fait intégralement parti du Parc national d'Indre Wijdefjorden.